# ぼくが泣く
「ぼくが泣く」（ぼくがなく、原題 : I'll Cry Instead）は、ビートルズの楽曲である。1964年に発売された3作目のイギリス盤公式オリジナル・アルバム『ハード・デイズ・ナイト』に収録された。レノン＝マッカートニー名義となっているが、ジョン・レノンによって書かれた楽曲。映画『ビートルズがやって来るヤァ!ヤァ!ヤァ!』のために書かれた楽曲だが、最終的に未使用となった。
アメリカではシングル盤としても発売され、キャピトル編集盤『サムシング・ニュー』にも収録された。Billboard Hot 100で最高位25位を記録。

## 背景・曲の構成
「ぼくが泣く」は、レノンが映画『ビートルズがやって来るヤァ!ヤァ!ヤァ!』の脱走するシーンのために書いた楽曲。レコーディングは、1964年6月1日にAとBの2つのセクションに分けて行われ、映画で使える曲の長さになるように繋ぎ合わせて完成された。しかし、同映画の監督であるリチャード・レスターによって却下され、このシーンには「キャント・バイ・ミー・ラヴ」が使用された。1981年に再公開された際には、前年に殺害されたレノンへの哀悼として映画撮影当時に撮影された写真をコラージュして制作された『Swingin'』と題されたオープニング・シーケンスが追加され、本作が使用された。
本作について、レノンの当時の妻であるシンシアは「レノンが活動の初期のような自由や楽しさがなくなり、フラストレーションを感じていたことを表している」と説明している。レノンも「I've got a chip on my shoulder that's bigger than my feet（腹が立って腹が立ってしょうがない）」というフレーズが、当時の自身の気持ちを表したものであることを明かしている。
本作は、ビートルズ、とりわけリンゴ・スターが好んでいたジャンルであるカントリー&ウエスタンに根ざしている。

## リリース
「ぼくが泣く」のロングバージョンは、演奏時間が2分4秒となっており、アメリカでユナイテッド・アーティスツ・レコードから発売されたサウンドトラック・アルバム『A Hard Day's Night (United Artists)』に収録され、後にキャピトル・レコードから発売された編集盤『サムシング・ニュー』のモノラル盤にも収録された。
イギリスで発売された『ハード・デイズ・ナイト』とアメリカで発売された『サムシング・ニュー』（ステレオ盤）には、演奏時間が1分44秒と短く編集された音源が収録された。
アメリカではB面に「すてきなダンス」を収録したシングル盤としても発売されており、Billboard Hot 100で最高位25位を記録した。日本でもシングル盤『恋する二人』のB面曲としてリカットされた。
なお、ユナイテッド・アーティスツ・レコードから発売された作品の多くで、「I Cry Instead」と誤った曲名で記載されていた。

## クレジット
※出典
- ジョン・レノン - ダブルトラックのボーカル[14]、アコースティック・ギター（リズムギター）
- ポール・マッカートニー - ベース
- ジョージ・ハリスン - リードギター
- リンゴ・スター - ドラム、タンバリン

## チャート成績
| チャート (1964年)    | 最高位 |
| -------------------- | ------ |
| US Billboard Hot 100 | 25     |
| US Cash Box Top 100  | 22     |

## カバー・バージョン
- ジョー・コッカー - 1964年にデビュー・シングルとして発売[16]。
- ジョニー・リバース（英語版） - 1965年に発売されたアルバム『Meanwhile Back at the Whisky à Go Go』に収録[17]。
- チェット・アトキンス - 1966年に発売されたアルバム『Chet Atkins Picks on the Beatles』に収録された[18]。
- ビリー・ジョエル - 1983年に発売されたシングル盤『An Innocent Man』のB面に収録[19]。
- リー・ロッカー（英語版） - 2003年に発売されたアルバム『Bulletproof』に収録[20]。
- レット・ミラー（英語版） - 2011年に発売されたアルバム『The Interpreter：Live at Largo』に収録[21]。